# Pauline Bremer
Pauline-Marie Bremer (* 10. April 1996 in Ossenfeld) ist eine deutsche Fußballspielerin, die seit Sommer 2025 Vertragsspielerin beim 1. FC Köln ist.

## Karriere

### Vereine
Inspiriert durch den Kinderfilm „Die Wilden Kerle“ begann Bremer 2005 bei der SVG Göttingen 07 mit dem Fußballspielen und trainierte später zusätzlich in einer Jungenmannschaft des SCW Göttingen. Im Jahre 2012 wechselte sie zum 1. FFC Turbine Potsdam, für den sie zunächst in der zweiten Mannschaft in der 2. Bundesliga Nord eingesetzt wurde. Am 2. Dezember 2012 (11. Spieltag) gab Bremer ihr Bundesligadebüt, als sie beim 5:0-Sieg im Heimspiel gegen den FSV Gütersloh 2009 für Stefanie Mirlach in der 69. Minute eingewechselt wurde. Ihr erstes Bundesligator erzielte sie am 17. Februar 2013 (13. Spieltag) beim 3:1-Sieg im Auswärtsspiel gegen den SC Freiburg mit dem Treffer zum zwischenzeitlichen 2:0 in der 45. Minute. Erstmals zwei Tore in einem Bundesligaspiel erzielte sie am 15. September 2013 (2. Spieltag) beim 7:0-Sieg im Auswärtsspiel gegen den VfL Sindelfingen.
Zur Saison 2015/16 schloss sie sich dem französischen Erstdivisionär Olympique Lyon an.
Am 18. August 2017 wurde ihr Wechsel zu Manchester City W.F.C. bekannt. Ende 2017 brach sie sich im Spiel ein Bein und fiel länger aus.
2020 wechselte sie zurück nach Deutschland und schloss sich dem VfL Wolfsburg an. Ende 2020 erlitt sie mit einem Kreuzbandriss erneut eine schwere Verletzung. Nach drei Jahren wurde ihr nach der Saison 2022/23 kein neuer Vertrag angeboten. Im Halbfinalrückspiel der UEFA Women’s Champions League 2022/23 zwischen dem FC Arsenal London (Frauen) und dem VfL Wolfsburg erzielte Pauline Bremer in der 119. Minute in der Verlängerung den entscheidenden Treffer zum 3:2. Nach Ende der Saison 2022/23 verließ sie den VfL Wolfsburg, da sie keine Vertragsverlängerung erhalten hatte und wechselte zu Brighton & Hove Albion. Mit dem Team aus der höchsten englischen Frauenfußballliga FA Women’s Super League konnte sie in der Spielzeit 2024/25 den 5. Platz und damit die erfolgreichste Platzierung seit dem Wiederaufstieg des Vereins 2018/19 erreichen. Nachdem ihr Vertrag nach 2 Jahren beim Club aus Südengland nicht verlängert worden war, kehrte die Stürmerin in die Frauen-Bundesliga zurück und unterschrieb beim 1. FC Köln einen Vertrag mit einer Laufzeit von 3 Jahren.

### Nationalmannschaft
Ihr Debüt im Nationaltrikot gab Bremer am 4. November 2010 in Ravenscraig beim 3:0-Sieg der U15-Nationalmannschaft gegen die Auswahl der gastgebenden Schottinnen. Ihr erstes Länderspieltor gelang ihr auch in dieser Auswahlmannschaft in Spelle beim 4:2-Sieg gegen die Auswahl der Niederlande mit dem Treffer zum 3:1 in der 68. Minute. Ihren einzigen Einsatz für die U16-Nationalmannschaft hatte sie in Wangen im Allgäu am 20. August 2011 bei der 2:3-Niederlage gegen die U-17-Auswahl Österreichs.
In der U17-Nationalmannschaft debütierte sie am 6. Februar 2012 in Sunrise bei der 0:2-Niederlage gegen die gastgebenden US-Amerikanerinnen.
Mit der U17-Nationalmannschaft gewann sie 2012 die Europameisterschaft. Im mit 4:3 im Elfmeterschießen erfolgreichen Endspiel gegen die Auswahl Frankreichs erzielte Bremer den Ausgleich zum 1:1 in der 67. Minute. Im selben Jahr nahm sie an der Weltmeisterschaft in Aserbaidschan teil, an deren Turnierende der vierte Platz erreicht wurde.
Ihr Debüt in der U19-Nationalmannschaft am 10. August 2013 in Eschweiler, beim 11:0-Sieg gegen die U21-Auswahl der Belgierinnen, krönte sie mit drei Toren zum 2:0, 6:0 und 7:0 in der 11., 41. und 44. Minute.
2013 wurde sie von Trainerin Maren Meinert in den Kader für die U19-Europameisterschaft in Wales berufen. Im ersten Gruppenspiel, beim 5:0-Sieg gegen die Auswahl Norwegens, gelang ihr ein Hattrick und in den folgenden drei Begegnungen drei weitere Tore, die sie zur Torschützenkönigin des Turniers machten.
An ihrem 18. Geburtstag debütierte sie in der A-Nationalmannschaft beim 4:0-Sieg im WM-Qualifikationsspiel gegen die Auswahl Sloweniens, als sie in der 60. Minute für Célia Šašić eingewechselt wurde.
Mit der U20-Nationalmannschaft nahm sie auch an der vom 5. bis 24. August 2014 in Kanada ausgetragenen Weltmeisterschaft teil, bestritt alle sechs Turnierspiele, in denen ihr fünf Tore gelangen, und wurde mit dem 1:0-Sieg n. V. im Finale gegen die Auswahl Nigerias Weltmeisterin.
Am 24. Mai 2015 wurde sie von Bundestrainerin Silvia Neid in den endgültigen Kader für die Weltmeisterschaft 2015 in Kanada berufen. Dort hatte sie einen zehnminütigen Einsatz im Vorrundenspiel gegen Norwegen. Am 18. September 2015 erzielte sie beim 12:0 gegen Ungarn ihre ersten drei Länderspieltore.

## Erfolge

### Nationalmannschaft
- Algarve-Cup-Sieger 2020 (ohne Einsatz)
- U20-Weltmeister 2014
- DFB-Hallenpokalsieger 2013, 2014
- U-17-Europameister 2012
- Torschützenkönigin der U19-Europameisterschaft 2013

### Vereine
- FA-Women’s-Cup-Sieger 2019
- Champions-League-Sieger 2016, 2017
- Französischer Meister 2016, 2017
- Französischer Pokalsieger 2016, 2017
- Deutscher Pokalsieger 2021, 2022, 2023
- Deutscher Meister 2022

## Auszeichnungen
- Silberner Schuh (U-20-Weltmeisterschaft 2014)
- Fritz-Walter-Medaille in Silber 2014, in Gold 2015